# Giuseppe Scorzelli

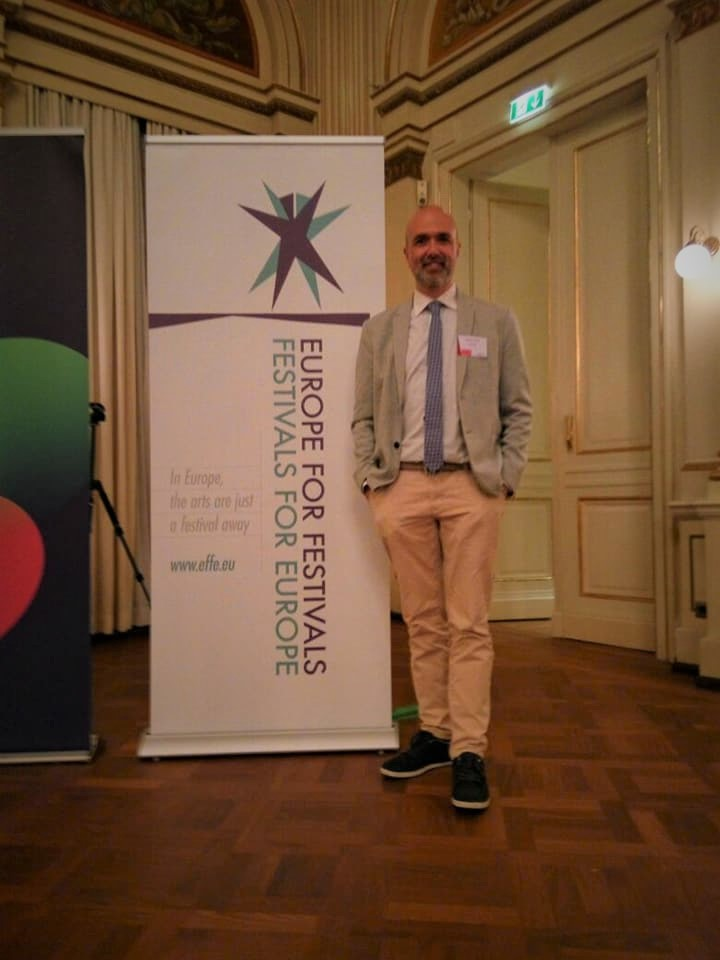
Scorzelli bei der Preisverleihungszeremonie in Paris (2016)

Giuseppe Scorzelli (* 25. Mai 1971 in Rom, Latium) ist ein italienischer Künstlerischer Leiter, Pianist und Musiktherapeut.

## Leben
Giuseppe Scorzelli schloss 2003 sein Klavierstudium am Konservatorium „Alfredo Casella“ in L’Aquila bei Elena Matteucci ab und studierte anschließend Kammermusik bei Marco Zuccarini. 2004/05 absolvierte er Klavierstudien am Mozarteum Salzburg. 2009 graduierte er als Master im Fachbereich Musikmarketing und Organisation von Veranstaltungen an der Musikhochschule Trient. Seine Praktika absolvierte er in Venedig bei der Biennale di Venezia und später beim Wirtschaftsfestival Trient (Festival dell’Economia). 2012 schloss er sein Studium der Musiktherapie an der Universität L’Aquila ab.
Als Dirigent des vielstimmigen Chores SS. Annunziata, nahm er 1999 eine CD mit dem Titel Evenu Shalom (Chorus Ed.) mit Musik von Wolfgang Amadeus Mozart, Claudio Monteverdi und Marco Frisina auf.
Im Laufe seines Lebens hat er sich oft mit Popmusik beschäftigt; arbeitete er zum Beispiel an einigen Jingle des römischen Radiosenders M100 mit und komponierte viele Popsongs: 1991 gewann er den dritten Platz beim Wettbewerb Una Voce un Pianoforte-Latina_(Latium).
2006 arbeitete er mit dem Verlag Ermitage zusammen, bei der Veröffentlichung von Zeitschriften, CDs und DVDs.
Besonders bemerkenswert war die erste DVD-Veröffentlichung von Giovanni Paisiello 'La Serva Padrona', aufgenommen in Catania 2004. Director: Marco Zuccarini, Orchester: Orchester des Teatro Massimo Bellini in Catania.
Für einige Jahre setzte er seine Arbeit als Kulturredakteur und Pressereferent fort und arbeitete mit der Musikschule Donna Olimpia, für die Zeitung Giornale della Musica und für Corsi di Formazione.
Von 2010 bis 2016 war Scorzelli in den Abruzzen künstlerischer Leiter des Campli Borgo della Musica, wo er unter anderem das Orchestra Sinfonica Abruzzese, Roberto Plano, Amanda Sandrelli, Gloria Campaner, Boris Petrushansky, François-Joël Thiollier auf die Bühne brachte.
Von 2010 bis 2013 gegründete und leitete er die Saison Pomeriggi Musicali in Teramo, zum ersten Mal eine Konzertsaison in Zusammenarbeit mit allen Musikhochschulen Italiens.
Zwischen 2012 und 2015 wurde er zum Leiter des Büros für Kultur & Tourismus in Campli ernannt.

100 Jahre nach der letzten Aufführung 1914 war Scorzelli der Kurator und Schöpfer der historischen Wiederbelebung der Oper Maria sul Monte von Primo Riccitelli, welche am 2. September 2012 in der Basilika Santa Maria in Platea von Campli mit der Schauspielerin Amanda Sandrelli wieder aufgeführt wurde. 

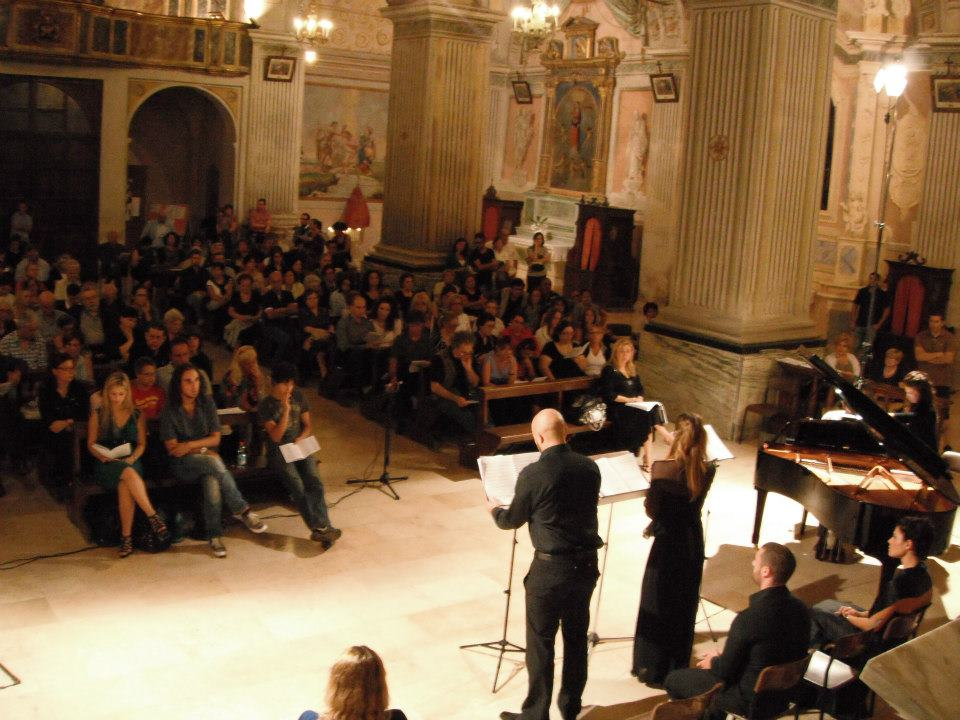
Wiederaufführung der Oper "Maria sul Monte" (2012)

Während der Expo 2015, im Gefolge der Wiederentdeckung des Maestro aus den Abruzzen, im Auditorium Cascina Triulza in Mailand hat Scorzelli ein Konzert zum Gedenken an Primo Riccitelli organisiert.
Zwischen 2012 und 2021 war er künstlerischer Leiter des FestivalFlorio in Favignana, wo er Künstler wie Gino Paoli, Danilo Rea, Enrico Pieranunzi, Roberto Burioni, Chiara Gamberale und Luigi Lo Cascio auf die Bühne brachte. Das Festival war das älteste und am längsten stattfindende auf der Insel.
Starke wirtschaftliche und organisatorische Gegensätze mit der neuen Verwaltung veranlassten ihn, das Festival in 2021 plötzlich zu schließen, und zwar genau in dem Jahr, in dem Oliver Stone zu Gast war.
Aufgrund der großen Nachfrage des Publikums kehrt das Festival 2025 zurück, wenn auf den Ägadischen Inseln ein neuer Gemeinderat ernannt wird.
In Streit mit Italiens labilem Kulturleben ist er 2016 ist er nach Deutschland umgezogen.
Als Musiktherapeut arbeitet er bei ProSeniore-Homburg und später in der Psychiatrischen Klinik im Bezirkskrankenhaus Kempten und Fliedner Krankenhaus in Neunkirchen.
Im Jahr 2021 übernahm er die Position des Leiters des Bereichs Kultur, Veranstaltungen und Museen in Pirmasens . 
Um nach Corona-Pandemie das Publikum zurückzugewinnen, präsentierte er der Presse im Dezember 2021 bei seinem ersten Kulturausschuss den Entwurf für das Kulturleben 2022 in Pirmasens mit internationalen Künstlern wie Alexander Lonquich, Frank Dupree, Enrico Bronzi und anderen.
Doch 2022 trat er plötzlich zurück.
2021 kehrte er als Musiktherapeut in Fliedner Krankenhaus in Neunkirchen zurück.
2024 gegründete er in Neunkirchen die Fliednermusiktage: ein Pilotprojekt, bei dem zum ersten Mal in Deutschland eine kleine feste Musiksaison in einer psychiatrischen Klinik stattfindet. In der Überzeugung, dass Musik, Kultur und Kunst dazu beitragen können, die Barrieren und das Stigma psychischer Erkrankungen zu überwinden.

## Auszeichnungen
- 1991: dritter Preis beim Citta di Latina als Komponist
- 2020: EFFE Label für die Leitung des FestivalFlorio[6]